# Риттер, Иоганн Вильгельм
Иога́нн Вильге́льм Ри́ттер (нем. Johann Wilhelm Ritter; 16 декабря 1776, Гаунау, Силезия (сейчас Хойнув, Польша) — 23 января 1810, Мюнхен) — немецкий химик, физик, философ-романтик.

## Биография

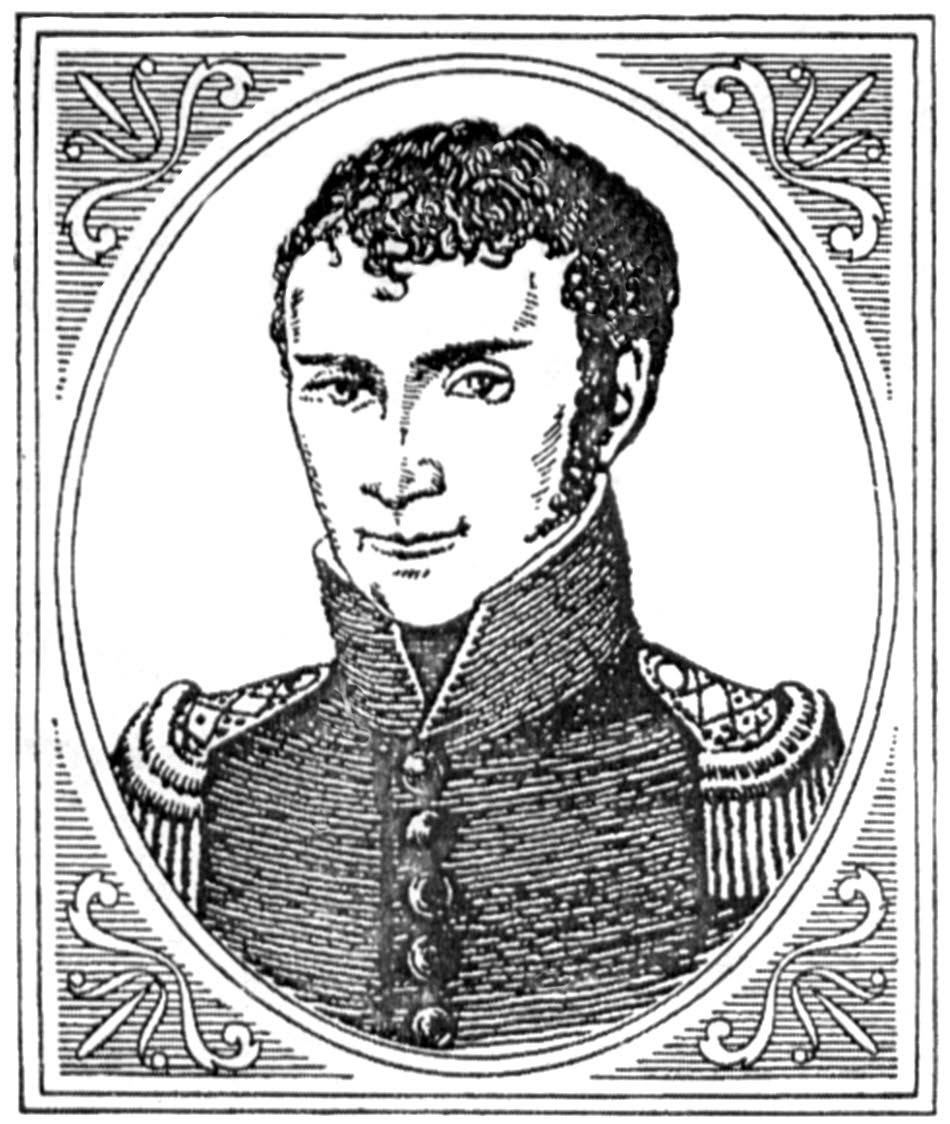
И. В. Риттер в 1804 г.

Сын протестантского пастора. Учился в Йенском университете. Входил в круг Гёте, А. фон Гумбольдта, Новалиса, Брентано, Шеллинга, где его высоко ценили: «Риттер — рыцарь, — говорил Новалис, обыгрывая фамилию друга (нем. Ritter — рыцарь), — а мы только пажи». Дружил и сотрудничал с Эрстедом. Сделал ряд важнейших открытий в области электрохимии и ультрафиолетового излучения. Ему принадлежит открытие ультрафиолетовой части электромагнитного спектра.
В 1800 году Риттер обнаружил возможность гальванического покрытия, впервые получил водород и кислород электролизом воды.
В 1801 году предсказал существование термоэлектричества. В том же году учёный, используя призму, ставил опыты по исследованию химического воздействия различных участков светового спектра. В результате Риттер обнаружил, что почернение хлорида серебра возрастает при переходе от красного к фиолетовому концу спектра и становится максимальным за его пределами. Так он обнаружил ультрафиолетовые лучи. Его открытие было особенно важным для разработки фотографических процессов.
В 1803 году Риттер фактически изобрёл электрическую аккумуляторную батарею. Составив столб из пятидесяти медных кружочков, между которыми было проложено влажное сукно, он пропустил по нему ток от вольтова столба. В результате столб сам стал вести себя как источник электричества:52. Объяснил такой эффект в 1805 году итальянский учёный Алессандро Вольта.
Считается, что эксперименты Риттера положили начало научной электрохимии.
Не обладая ученой степенью, Риттер читал лекции по физике в Йенском университете. В 1805 году он переехал в Мюнхен и в этом же году был назначен членом Баварской академии наук.
Риттер увлёкся экспериментами по возбуждению мышц и сенсорных органов с помощью электричества и изучением электрофизиологии растений. Успехи в его исследованиях во многом были связаны с опытами на собственном теле, в том числе при очень высоком напряжении. По-видимому, эти эксперименты подорвали здоровье Риттера. Считается, что они могли послужить одним из источников вдохновения для Мэри Шелли при создании романа «Франкенштейн, или Современный Прометей».
Иоганн Вильгельм Риттер скончался в возрасте 33 лет в Мюнхене.

## Публикации на русском языке
- Фрагменты, оставленные молодым физиком. Карманная книжица для друзей природы // Герметизм, магия, натурфилософия в европейской культуре XIII—XIX вв. — М.: Канон+, 1999. — С. 502—524.